# Bibliografia da antropologia
Esta bibliografia da antropologia lista algumas publicações notáveis no campo da antropologia, incluindo suas várias subáreas. Não é abrangente e continua a ser desenvolvido. Também inclui uma série de trabalhos que não são de autoria de antropólogos, mas são relevantes para o campo, como teoria literária, sociologia, psicologia e antropologia filosófica.
Antropologia é o estudo da humanidade. Descrita como "a mais humanística das ciências e a mais científica das humanidades", é considerada uma ponte entre as ciências naturais, as ciências sociais e as humanidades, e baseia-se em uma ampla gama de campos relacionados. Na América do Norte, a antropologia é tradicionalmente dividida em quatro grandes subdisciplinas: antropologia biológica, antropologia sociocultural, antropologia linguística e arqueologia. Outras tradições acadêmicas usam definições menos amplas, onde um ou mais desses campos são considerados disciplinas separadas, mas relacionadas.

## Antropologia sociocultural

### Bibliografia cronológica

#### Desde o início até 1899
- Georg Forster, A Voyage Round the World, 1777[10]:28–29
- Immanuel Kant, Anthropology from a Pragmatic Point of View, 1798
- Jacob Burckhardt, The Civilization of the Renaissance in Italy, 1860
- Johann Jakob Bachofen, Myth, Religion, and Mother Right: Selected Writings of J.J. Bachofen, 1861 (tradução em inglês: 1967)
- Edward Burnett Tylor, Primitive Culture, 1871[10] :116
- Lewis H. Morgan, Systems of Consanguinity and Affinity of the Human Family (1871), Ancient Society, 1877
- John Wesley Powell, The Arid Lands (originally published as Report on the Lands of the Arid Regions of the United States), 1878[10] :39
- Adolf Bastian, Der Völkergedanke im Aufbau einer Wissenschaft vom Menschen, 1881 (alemão; ainda não traduzido para o inglês)[10] :86–87
- Friedrich Engels, The Origin of the Family, Private Property and the State, 1884
- Anténor Firmin, The Equality of the Human Races, 1885
- James George Frazer, The Golden Bough, 1890[11]
- Edvard Westermarck, The History of Human Marriage, 1891[10] :163
- James Mooney, The Ghost-dance religion and the Sioux outbreak of 1890. US Bureau of American Ethnology, 1892-3 Annual Report, 2 vols., 1896.

#### Anos 1900 e 1910
- Henri Hubert e Marcel Mauss, A General Theory of Magic, 1902 (republicado por Mauss em 1950)
- Émile Durkheim, Primitive Classification, 1903[11]
- Max Weber, The Protestant Ethic and the Spirit of Capitalism, 1905 (tradução em inglês: 1930)
- Arnold van Gennep, The Rites of Passage, 1909
- Lucien Lévy-Bruhl, How Natives Think, 1910
- Franz Boas, The Mind of Primitive Man, 1911
- Fritz Graebner, Methode der Ethnologie, 1911 (em alemão; ainda não traduzido para o inglês)
- Émile Durkheim, The Elementary Forms of the Religious Life, 1912[11]
- Sigmund Freud, Totem and Taboo, 1913
- W. H. R. Rivers, Kinship and Social Organisation, 1914
- Max Weber, The Religion of China: Confucianism and Taoism, 1915 (tradução em inglês: 1951)

#### Anos 1920 e 1930
- Bronisław Malinowski, Argonauts of the Western Pacific, 1922[12]
- Alfred Radcliffe-Brown, The Andaman Islanders, 1922
- W. H. R. Rivers, Medicine, Magic and Religion, 1924
- Marcel Mauss, The Gift, 1925
- Maurice Halbwachs, On Collective Memory, 1925
- Franz Boas, Primitive Art, 1927[11]
- Bronisław Malinowski, Sex and Repression in Savage Society, 1927
- Margaret Mead, Coming of Age in Samoa, 1928
- Franz Boas, Anthropology and Modern Life, 1928
- Richard Thurnwald, Die menschliche Gesellschaft in ihren ethnosoziologischen Grundlagen, 1931–35 (alemão; ainda não traduzido para o inglês)
- Ruth Benedict, Patterns of Culture, 1934[11][13]
- Robert Lowie, The Crow Indians, 1935
- Zora Neale Hurston, Mules and Men, 1935
- Bronisław Malinowski, Coral Gardens and Their Magic: A Study of the Methods of Tilling the Soil and of Agricultural Rites in the Trobriand Islands, 1935
- E. E. Evans-Pritchard, Witchcraft, Oracles and Magic among the Azande, 1937 (edição resumida publicada em 1976)[11][12]
- Leo Frobenius, African Genesis: Folk Tales and Myths of Africa, 1937
- Johan Huizinga, Homo Ludens: A Study of the Play-Element in Culture, 1938
- Jomo Kenyatta, Facing Mount Kenya, 1938
- Zora Neale Hurston, Tell My Horse, 1938
- Wilhelm Schmidt, The Culture Historical Method of Ethnology, 1939

#### Anos 1940 e 1950
- Franz Boas, Race, Language and Culture, 1940[11]
- E. E. Evans-Pritchard, The Nuer, 1940[12]
- Meyer Fortes e E. E. Evans-Pritchard, African Political Systems, 1940
- Melville J. Herskovits, The Myth of The Negro Past, 1941
- Karl Polanyi, The Great Transformation, 1944
- Ruth Benedict, The Chrysanthemum and the Sword, 1946[11]
- Ernesto de Martino, Il mondo magico: Prolegomeni allo studio del magismo, 1948
- Fei Xiaotong, From the Soil: The Foundations of Chinese Society, 1948 (tradução em inglês: 1992)
- Clyde Kluckhohn, Mirror for Man: The Relation of Anthropology to Modern Life, 1949
- Tarak Chandra Das,  Bengal Famine(1943): As Revealed in a Survey of the Destitutes in Calcutta, 1949
- Alfred L. Kroeber, The Nature of Culture, 1952
- Laura Bohannan, Return to Laughter, 1954[12]
- Edmund Leach, Political Systems of Highland Burma: A Study of Kachin Social Structure, 1954
- Claude Lévi-Strauss, Tristes Tropiques, 1955[12]
- Ralph Linton, The Tree of Culture, 1955 (postumamente)
- Julian Steward, Theory of Culture Change: The Methodology of Multilinear Evolution, 1955
- E. E. Evans-Pritchard, Nuer Religion, 1956[11]
- Georges Balandier, Ambiguous Africa: Cultures in Collision, 1957
- Richard Hoggart, The Uses of Literacy: Aspects of Working-Class Life, 1957
- Leslie White, The Evolution of Culture: The Development of Civilization to the Fall of Rome, 1959
- Claude Lévi-Strauss, Structural Anthropology, 1958
- Raymond Williams, Culture and Society, 1958
- Alfred Métraux, Voodoo in Haiti, 1958
- Fredrik Barth, Political Leadership Among Swat Pathans, 1959
- C. P. Snow, The Two Cultures, 1959

#### Anos 1960 e 1970
- R. G. Lienhardt, Divinity and Experience: the Religion of the Dinka, 1961[12]
- Robert Lowie, Empathy: Or 'Seeing from Within', 1960
- Frantz Fanon, The Wretched of the Earth, 1961 (tradução em inglês: 1963)
- Colin Turnbull, The Forest People, 1961
- Claude Lévi-Strauss, The Savage Mind, 1962 (tradução em inglês: 1966)
- Clifford Geertz, Agricultural Involution: The Processes of Ecological Change in Indonesia, 1963
- Peter Worsley, The Third World, 1964
- Max Gluckman, Politics, Law and Ritual in Tribal Society, 1965
- Mary Douglas, Purity and Danger: An Analysis of Concepts of Pollution and Taboo, 1966[11]
- Louis Dumont, Homo Hierarchicus, 1966[12]
- George Devereux, From Anxiety to Method in the Behavioral Sciences, 1967
- Victor Turner, The Forest of Symbols, 1967[12]
- Napoleon Chagnon, Yanomamö: The Fierce People, 1968[11]
- Joseph Campbell, The Flight of the Wild Gander, 1968
- Fredrik Barth, Ethnic Groups and Boundaries, 1969
- Victor Turner, The Ritual Process: Structure and Anti-Structure, 1969
- Mary Douglas, Natural Symbols, 1970
- Gregory Bateson, Steps to an Ecology of Mind, 1972
- H. R. Bernard e P. J. Pelto, Technology and Social Change, 1972[12]
- Pierre Bourdieu, Outline of a Theory of Practice, 1972[12]
- Clifford Geertz, The Interpretation of Cultures, 1973 (incluindo "Deep Play: Notes on the Balinese Cockfight")[13][12]
- Ernest Becker, The Denial of Death, 1973
- Giulio Angioni, Tre saggi sull'antropologia dell'età coloniale, 1973
- Talal Asad, Anthropology and the Colonial Encounter, 1973[12]
- Marshall Sahlins, Stone Age Economics, 1974
- Pierre Clastres, Society Against the State, 1974
- John W. Cole e Eric Wolf, The Hidden Frontier: Ecology and Ethnicity in an Alpine Valley, 1974 (republicado em 1999 com uma nova introdução de Eric Wolf)
- Henri Lefebvre, The Production of Space, 1974 (tradução em inglês: 1991)
- Claude Meillassoux, Maidens, Meal and Money: Capitalism and the Domestic Community, 1975 (tradução em inglês: 1981)
- Michel de Certeau, The Writing of History, 1975 (tradução em inglês: 1988)
- Cornelius Castoriadis, The Imaginary Institution of Society, 1975
- Roy Wagner, The Invention of Culture, 1975
- Edward T. Hall, Beyond Culture, 1976
- Marshall Sahlins, Culture and Practical Reason, 1976
- Giulio Angioni, Sa laurera: il lavoro contadino in Sardegna, 1976
- Marvin Harris, Cannibals and Kings, 1977
- Jack Goody, The Domestication of the Savage Mind, 1977
- Jeanne Favret-Saada, Les Mots, la mort, les sorts: la sorcellerie dans le bocage, 1977 (Deadly Words: Witchcraft in the Bocage, 1980)
- Paul Rabinow, Reflections on Fieldwork in Morocco, 1977
- Hans Peter Duerr, Dreamtime: Concerning the Boundary between Wilderness and Civilization
- Edward Said, Orientalism, 1978
- Marvin Harris, Cultural Materialism: The Struggle for a Science of Culture, 1979
- Bruno Latour e Steve Woolgar, Laboratory Life, 1979

#### Anos 1980
- Steven Feld, Sound and Sentiment: Birds, Weepings, Poetics and Sound in Kaluli Expression, 1982
- Michelle Rosaldo, Knowledge and Passion: Notions of Self and Society among the Ilongot, 1980[12]
- Lila Abu-Lughod, Veiled Sentiments, 1986
- Ulf Hannerz, Exploring the City: Inquiries Toward an Urban Anthropology, 1980
- George Lakoff e Mark Johnson, Metaphors We Live By, 1980
- Eric Wolf, Europe and the People Without History, 1982
- Maurice Godelier, The Making of Great Men, 1982
- Nigel Barley, The Innocent Anthropologist: Notes From a Mud Hut, 1983
- Benedict Anderson, Imagined Communities, 1983[11]
- Eric Hobsbawm e Terence Ranger (editored), The Invention of Tradition, 1983
- Johannes Fabian, Time and the Other: How Anthropology Makes Its Object, 1983
- Louis Dumont, Essays on Individualism: Modern Ideology in Anthropological Perspective, 1983
- Clifford Geertz, Local Knowledge: Further Essays in Interpretive Anthropology, 1983
- Ernest Gellner, Nations and Nationalism, 1983
- Jack Goody, The Development of the Family and Marriage in Europe, 1983
- Maurice Godelier, The Mental and the Material, 1984
- Sidney Mintz, Sweetness and Power, 1985
- James Clifford e George Marcus (editores), Writing Culture: The Poetics and Politics of Ethnography, 1986
- Philippe Descola, La Nature domestique: symbolisme et praxis dans l'écologie des Achuar, 1986
- Clifford Geertz, Works and Lives: The Anthropologist as Author, 1988
- Samir Amin, Eurocentrismo, 1988
- David Kertzer, Ritual, Politics, and Power, 1988
- James Clifford, The Predicament of Culture: Twentieth-Century Ethnography, Literature, and Art, 1988
- Bruce Kapferer, Legends of People, Myths of State, 1988
- Adam Kuper, The Invention of Primitive Society: Transformations of an Illusion, 1988 (republicado como uma nova edição ampliada e revisada, intitulada The Reinvention of Primitive Society: Transformations of a Myth em 2005)
- Marilyn Strathern, The Gender of the Gift: Problems with Women and Problems with Society in Melanesia, 1988
- Brackette F. Williams, "A Class Act: Anthropology and the Race to Nation Across Ethnic Terrain", 1989

#### Anos 1990
- James Ferguson, The Anti-Politics Machine: "Development", Depoliticization and Bureaucratic Power in Lesotho, 1990
- Judith Butler, Gender Trouble, 1990
- Stanley Jeyaraja Tambiah, Magic, Science and Religion and the Scope of Rationality, 1990
- Bruno Latour, We Have Never Been Modern, 1991 (tradução em inglês: 1993)
- Donna Haraway, Simians, Cyborgs and Women: The Reinvention of Nature, 1991
- Donald Brown, Human Universals, 1991
- Helena Norberg-Hodge, Ancient Futures: Learning from Ladakh, 1991
- Sharlotte Neely, Snowbird Cherokees , 1991
- Jan Assmann, Cultural Memory and Early Civilization: Writing, Remembrance, and Political Imagination, 1992 (tradução em inglês: 2011)
- Marc Augé, Non-Places: Introduction to an Anthropology of Supermodernity, 1992
- Maurice Bloch, Prey into Hunter: The Politics of Religious Experience, 1992
- Eduardo Viveiros de Castro, From the Enemy's Point of View: Humanity and Divinity in an Amazonian Society, 1992
- Jeremy Coote e A. Shelton (eds), Anthropology, Art and Esthetics, 1992[12]
- Mary Douglas, Risk and Blame: Essays in Cultural Theory, 1992[11]
- Annette B. Weiner, Inalienable Possessions: The Paradox of Keeping-While-Giving, 1992.
- Michael Taussig, Mimesis and Alterity: A Particular History of the Senses, 1993
- Fredrik Barth, Balinese Worlds, 1993
- Homi K. Bhabha, The Location of Culture, 1994
- Bernard Stiegler, Technics and Time
- Michel-Rolph Trouillot, Silencing the Past: Power and the Production of History, 1995
- John Brockman, The Third Culture, 1995
- Raymond Firth, Religion: A Humanist Interpretation, 1996
- Jack Goody, The East in the West, 1996
- Italo Pardo, Managing Existence in Naples: Morality, Action and Structure, 1996
- Hugh Gusterson, Nuclear Rites: a Weapons Laboratory at the End of the Cold War, 1996
- Arjun Appadurai, Modernity at Large, 1996
- Anne Fadiman, The Spirit Catches You and You Fall Down, 1997[14]
- James Clifford, Routes: Travel and Translation in the Late Twentieth Century, 1997
- Akhil Gupta e James Ferguson, Anthropological Locations: Boundaries and Grounds of a Field Science, 1997
- Jeremy Narby, The Cosmic Serpent: DNA and the Origins of Knowledge, 1998
- Stefan Helmreich, Silicon Second Nature: Culturing Artificial Life in a Digital World, 1998
- Aihwa Ong, Flexible Citizenship: The Cultural Logics of Transnationality, 1999

#### Anos 2000
- Sally Merry, Colonizing Hawai'i: The cultural power of law, 2000
- Clifford Geertz, Available Light: Anthropological Reflections on Philosophical Topics, 2000
- Gordon Mathews, Global Culture/Individual Identity: Searching for Home in the Cultural Supermarket, 2000
- Patrick Tierney, Darkness in El Dorado, 2000
  - O livro de Tierney foi considerado deliberadamente fraudulento.[15][16]
- Tim Ingold, The perception of the environment: essays on livelihood, dwelling and skill, 2000
- Italo Pardo, Morals of Legitimacy: Between Agency and System, 2000
- Frans de Waal, The Ape and the Sushi Master, 2001
- William Ray, The Logic of Culture: Authority and Identity in the Modern Era, 2001
- Vassos Argyrou, Anthropology and the Will to Meaning: A Postcolonial Critique, 2002
- Jone Salomonsen, Enchanted Feminism: The Reclaiming Witches of San Francisco, 2002
- Talal Asad, Formations of the Secular: Christianity, Islam, Modernity, 2003
- Jean Rouch, Cine-Ethnography, 2003
- Theodore C. Bestor, Tsukiji: The Fish Market at the Center of the World, 2004
- Janet Carsten, After Kinship, 2004[12]
- Aihwa Ong e Stephen J. Collier, Global Assemblages: Technology, Politics, and Ethics as Anthropological Problems, 2004
- Anna L. Tsing, Friction: An Ethnography of Global Connection, 2005
- Marcel Detienne, The Greeks and Us: A Comparative Anthropology of Ancient Greece, 2005 (tradução em inglês: 2007)
- Jean-Pierre Olivier de Sardan, Anthropology and development. Understanding contemporary social change, 2005
- Nicholas Wade, Before the Dawn: Recovering the Lost History of Our Ancestors, 2006
- Guha Abhijit, Land, Law, and the Left: the Saga of Disempowerment of the Peasantry in the Era of Globalisation, 2007[17]
- Philippe Descola, Beyond Nature and Culture, 2005 (tradução em inglês: 2013)
- Paige West, Conservation is our Government now: The Politics of Ecology in Papua New Guinea, 2006
- Veena Das, Life and Words: Violence and the Descent into the Ordinary, 2007
- Andrew Apter, Beyond Words: Discourse and Critical Agency in Africa, 2007
- Paul Rabinow, Marking Time: On the Anthropology of the Contemporary, 2008
- Eugene S. Hunn, A Zapotec Natural History, 2008
- Johannes Fabian, Ethnography as Commentary: Writing from the Virtual Archive, 2008
- Stefan Helmreich, Alien Ocean: Anthropological Voyages in Microbial Seas, 2009
- Giuliana B. Prato (editor), Beyond Multiculturalism, 2009
- Neni Panourgiá, Dangerous Citizens: The Greek Left and the Terror of the State, 2009
- Philippe Bourgeois e Jeff Schonberg, Righteous Dopefiend, 2009

#### Anos 2010
- Margaret Lock e Vinh-Kim Nguyen, An Anthropology of Biomedicine, 2010
- Ulf Hannerz, Anthropology's World: Life in a Twenty-First Century Discipline, 2010
- Jesús Padilla Gálvez, Philosophical Anthropology. Wittgenstein's Perspective. Berlin, De Gruyter, 2010. ISBN 9783110321555. Resenha.
- David Graeber, Debt: The First 5000 Years, 2011
- Tim Ingold, Being Alive: Essays on Movement, Knowledge and Description, 2011
- Alan Barnard, Social Anthropology and Human Origins, 2011
- James D. Faubion, An Anthropology of Ethics, 2011
- Maurice Bloch, Anthropology and the Cognitive Challenge, 2012
- Jason Ānanda Josephson, The Invention of Religion in Japan, 2012
- Neil L. Whitehead and Michael Wesch (editores) Human No More: Digital Subjectivities, Unhuman Subjects, and the End of Anthropology, 2012
- Eduardo Kohn, How Forests Think: Toward an Anthropology Beyond the Human, 2013
- Italo Pardo e Giuliana B. Prato, Legitimacy. Ethnographic and Theoretical Insights, 2018

#### Anos 2020
- Italo Pardo e Giuliana B. Prato (editors), Urban Inequalities. 2021
- Petra Kuppinger (editor), Emergent Spaces. 2022

### Bibliografia temática

#### Apresentações gerais e histórias
- Eric Wolf, Anthropology, 1964
- Adam Kuper, Anthropology and Anthropologists: The Modern British School, 1973 (3.ª edição revisada e ampliada, 1996)
- Peter Just e John Monaghan, Social and Cultural Anthropology: A Very Short Introduction, 2000
- Alan Barnard, History and Theory in Anthropology, 2000
- Thomas Hylland Eriksen, What is Anthropology?, 2004
- Aleksandar Bošković, Other People's Anthropologies: Ethnographic Practice on the Margins, 2008
- John S. Gilkeson, Anthropologists and the Rediscovery of America, 1886–1965, 2010
- Fredrik Barth, Andre Gingrich, Robert Parkin e Sydel Silverman, One Discipline, Four Ways: British, German, French, and American Anthropology (The Halle Lectures), 2005

#### Teoria ritual
- Arnold van Gennep, The Rites of Passage, 1909
- Émile Durkheim, The Elementary Forms of the Religious Life, 1912[11]
- Sigmund Freud, Totem and Taboo, 1913
- Erving Goffman, Interaction Ritual, 1967
- Victor Turner, The Ritual Process: Structure and Anti-Structure, 1969
- David Kertzer, Ritual, Politics, and Power, 1988
- Bruce Kapferer, A Celebration of Demons, 1991
- Catherine Bell, Rituals: Perspectives and Dimensions, 1997
- Mario Perniola, Ritual Thinking: Sexuality, Death, World, 2000
- Philippe Buc, The Dangers of Ritual: Between Early Medieval Texts and Social Scientific Theory, 2001
- Robert N. McCauley e E. Thomas Lawson, Bringing Ritual to Mind: Psychological Foundations of Cultural Forms, 2002
- Steven Heine e Dale S. Wright (editores), Zen Ritual: Studies of Zen Buddhist Theory in Practice, 2008

#### Ciberantropologia
- Sherry Turkle, The Second Self: Computers and the Human Spirit, 1984
- Arturo Escobar, "Welcome to Cyberia: Notes on the Anthropology of Cyberculture", 1994
- Sherry Turkle, Life on the Screen: Identity in the Age of the Internet, 1995
- Stefan Helmreich, Silicon Second Nature: Culturing Artificial Life in a Digital World, 1998
- Tom Boellstorff, Coming of Age in Second Life: An Anthropologist Explores the Virtually Human, 2008
- Bonnie Nardi, My Life as a Night Elf Priest. An Anthropological Account of World of Warcraft, 2010. Ann Arbor: University of Michigan Press.
- Daniel Miller, Tales from Facebook, 2011
- Alexander Knorr, Ciberantropologia (em alemão), 2011
- Neil L. Whitehead e Michael Wesch (editores) Human No More: Digital Subjectivities, Unhuman Subjects, and the End of Anthropology, 2012
- Christine Hine, Ethnography for the Internet: Embedded, Embodied and Everyday, 2015. London: Bloomsbury Academic.

#### Antropologia dodesign
- Wendy Gunn e Jared Donovan (eds), Design and Anthropology, 2012[18][19]
- Wendy Gunn, Ton Otto e Rachel Charlotte Smith (eds), Design Anthropology: Theory and Practice, 2013[20][21]

#### Antropologia ecológica
- Julian Steward, Theory of Culture Change: The Methodology of Multilinear Evolution, 1955
- William Balée, Cultural Forests of the Amazon: A Historical Ecology of People and Their Landscapes, 2014

#### Antropologia econômica
- Marcel Mauss, The Gift, 1925
- Karl Polanyi, The Great Transformation, 1944
- Marshall Sahlins, Stone Age Economics, 1974
- Claude Meillassoux, Maidens, Meal and Money, 1975
- Italo Pardo, Managing Existence in Naples, 1996
- Karen Ho, Liquidated: An Ethnography of Wall Street, 2009
- David Graeber, Debt: The First 5000 Years, 2011
- Chris Hann e Keith Hart, Economic Anthropology: History, Ethnography, Critique, 2011

#### Antropologia política
- Meyer Fortes e E. E. Evans-Pritchard, African Political Systems, 1940
- Pierre Clastres, Archéologie de la violence: la guerre dans les sociétés primitives, 1977.
- James C. Scott, Weapons of the Weak: Everyday Forms of Peasant Resistance, 1985
- Ted Lewellen, Political Anthropology: An Introduction, 2003
- Italo Pardo e Giuliana B. Prato (editores), Citizenship and the Legitimacy of Governance, 2010
- Italo Pardo e Giuliana B. Prato, Legitimacy. Ethnographic and Theoretical Insights, 2018.

#### Antropologia psicológica
- «Charles W. Nuckolls, The Cultural Dialectics of Knowledge and Desire. Madison: University of Wisconsin Press, 1996»
- Lindholm, Charles, Culture and Identity. The history, theory, and practice of psychological anthropology, 2007
- Robert, LeVine, Psychological Anthropology: A Reader on Self in Culture, 2010

#### Antropologia urbana
- Delany, Samuel R. (1999). Times Square Red, Times Square Blue. New York, New York: New York University Press. ISBN 0-8147-1919-8
- Ulf Hannerz, Exploring the City: Inquiries Toward an Urban Anthropology, 1980
- Italo Pardo e Giulaina B. Prato (eds), The Palgrave Handbook of Urban Ethnography, 2017
- Italo Pardo e Giuliana B. Prato (editors), Urban Inequalities, 2021
- Petra Kuppinger (editor), Emergent Spaces, 2022

## Antropologia linguística
- Johann Gottfried Herder, Treatise on the Origin of Language, 1772
- Wilhelm von Humboldt, On Language: On the Diversity of Human Language Construction and its Influence on the Mental Development of the Human Species, 1836
- Edward Sapir, Language: An Introduction to the Study of Speech, 1921
- Benjamin Lee Whorf, Language, Thought and Reality, 1956 (publicado postumamente)
- Roman Jakobson, On Linguistic Aspects of Translation, 1959
- Lev Vygotsky, Thought and Language, 1962
- Kenneth Lee Pike, Language in Relation to a Unified Theory of the Structure of Human Behaviour, 1967
- Dell Hymes, Foundations in Sociolinguistics: An Ethnographic Approach, 1974
- Brown, Penny B. & Levinson, Stephen C. Politeness: some Universals in Language Use. (1978) 1987
- Gumperz, J.J. Discourse Strategies, 1982.
- Robert M. W. Dixon, The Rise and Fall of Languages, 1997
- Guy Deutscher, The Unfolding of Language: The Evolution of Mankind's Greatest Invention, 2005

## Antropologia biológica
A antropologia biológica é tradicionalmente concebida como parte da abordagem norte-americana de quatro campos. Em algumas universidades, porém, a disciplina se reposicionou como biologia evolutiva humana. Na Europa, às vezes é ensinado como disciplina individual em nível universitário ou como parte da disciplina de biologia. Seus métodos são informados pela biologia evolutiva, daí o biológico adjunto. Desde 1993, a Seção de Antropologia Biológica da Associação Antropológica Americana concedeu o W.W. Howells Book Award em Antropologia Biológica.
- Charles Darwin, A Origem das Espécies, 1859[13]
- Thomas Henry Huxley, Evidence as to Man's Place in Nature, 1863
- Alfred Russel Wallace, The Malay Archipelago, 1869
- Charles Darwin, The Descent of Man, and Selection in Relation to Sex, 1871[13]
- Rudolf Virchow, The Freedom of Science in the Modern States, 1877
- Rudolf Virchow, Anthropological Papers, 1891
- Desmond Morris, O Macaco Nu, 1967
- Jane Goodall, In the Shadow of Man, 1971
- Richard Dawkins, O Gene Egoísta, 1976
- E. O. Wilson, On Human Nature, 1979
- Stephen Jay Gould, The Mismeasure of Man, 1981
- Wade Davis, The Serpent and the Rainbow, 1985
- Robert Boyd e Peter J. Richerson, Culture and the Evolutionary Process, 1985
- Jared Diamond, The Third Chimpanzee, 1991
- Helen Fisher, Anatomy of Love: A Natural History of Mating, Marriage, and Why We Stray, 1992
- Jared Diamond, Armas, Germes e Aço - Os Destinos das Sociedades Humanas, 1998[23]
- E. O. Wilson, Consilience: The Unity of Knowledge, 1998
- Sarah Blaffer Hrdy, Mother Nature: A History of Mothers, Infants and Natural Selection, 1999[22]
- Paul Farmer, Pathologies of Power: Health, Human Rights, and the New War on the Poor, 2003
- Jared Diamond, Collapse: How Societies Choose to Fail or Succeed, 2005
- Peter J. Richerson e Robert Boyd, Not by Genes Alone, 2005
- Dorothy Cheney e Robert Seyfarth, Baboon Metaphysics, 2007
- Steven Pinker, The Stuff of Thought: Language As a Window Into Human Nature, 2007[23]
- Michael Tomasello, Origins of Human Communication, 2008
- Gregory Cochran e Henry Harpending, The 10,000 Year Explosion: How Civilizations Accelerated Human Evolution, 2009
- Richard Wrangham, Catching Fire: How Cooking Made Us Human, 2009[23]
- Jared Diamond, The World Until Yesterday: What Can We Learn from Traditional Societies?, 2012[23]
- E. O. Wilson, The Social Conquest of Earth, 2012
- Frans de Waal, The Bonobo and the Atheist, 2013[23]

## Arqueologia
A antropologia arqueológica é tradicionalmente concebida como parte da abordagem norte-americana de quatro campos. Com a abordagem de quatro campos sendo questionada por sua ortodoxia, o assunto ganhou considerável independência nos últimos anos e alguns arqueólogos rejeitaram o rótulo de antropologia. Na Europa, o assunto mantém conexões mais próximas com a história e é simplesmente concebido como arqueologia com foco e metodologia de pesquisa distintos.
- C. W. Ceram, Gods, Graves and Scholars, 1949
- Steven Mithen, The Prehistory of the Mind: The Cognitive Origins of Art, Religion and Science, 1996
- Julian Thomas, Time, Culture and Identity: An Interpretive Archaeology, 1996
- Chris Gosden, Archaeology & Anthropology: A Changing Relationship, 1999
- Richard Bradley, An Archaeology of Natural Places, 2000
- Alison Wylie, Thinking from Things: Essays in the Philosophy of Archaeology, 2002
- Randall H. McGuire, Archaeology as Political Action, 2008

### Teoria arqueológica
- Hawkes, Christopher (1954). «Archeological Theory and Method: Some Suggestions from the Old World». American Anthropologist. 56 (2): 155–168. doi:10.1525/aa.1954.56.2.02a00660
- Binford, Lewis R. (1962). «Archaeology as Anthropology». American Antiquity. 28 (2): 217–225. JSTOR 278380. doi:10.2307/278380
- Binford, Sally R.; Binford, Lewis R., eds. (1968). New Perspectives in Archeology. Chicago, IL: Aldine Publishing Company. ISBN 978-0-202-33022-8
- Clarke, David L. (1968). Analytical Archaeology. London: Methuen. ISBN 0-416-42850-9
- Clarke, David L., ed. (1972). Models in Archaeology. London: Methuen. ISBN 0-416-16540-0
- Clarke, David L. (1973). «Archaeology: the loss of innocence». Antiquity. 47 (185): 6–18. doi:10.1017/S0003598X0003461X
- Binford, Lewis R., ed. (1977). For Theory Building in Archaeology. New York, NY: Academic Press. ISBN 978-0-12-100050-9
- Hodder, Ian, ed. (1982). Symbolic and Structural Archaeology. Cambridge: Cambridge University Press. ISBN 978-0-521-03550-7
- Shanks, Michael; Tilley, Christopher (1993). Social Theory and Archaeology. Oxford: Polity Press. ISBN 978-0-7456-0184-7
- McGuire, Randall G. (1992). A Marxist Archaeology. San Diego, CA: Academic Press. ISBN 978-0-12-484078-2
- Renfrew, Colin; Zubrow, Ezra B.W., eds. (1994). The Ancient Mind: Elements of Cognitive Archaeology. Cambridge: Cambridge University Press. ISBN 978-0-521-45620-3
- Tilley, Christopher (1997). A Phenomenology of Landscape: Places, Paths and Monuments. Oxford: Berg. ISBN 978-1-85973-076-8